# Șah (joc)
Șahul (de la cuvântul persan shah, „rege”) este un joc de strategie între doi jucători.

## Istoria șahului
Forma curentă a jocului a apărut în sudul Europei, în a doua jumătate a secolului al 15-lea, după ce a evoluat de la un joc similar mult mai vechi din India. În ziua de azi șahul este cel mai popular joc ce se poate juca acasă, în cluburi, pe internet, prin corespondență sau în turnee.

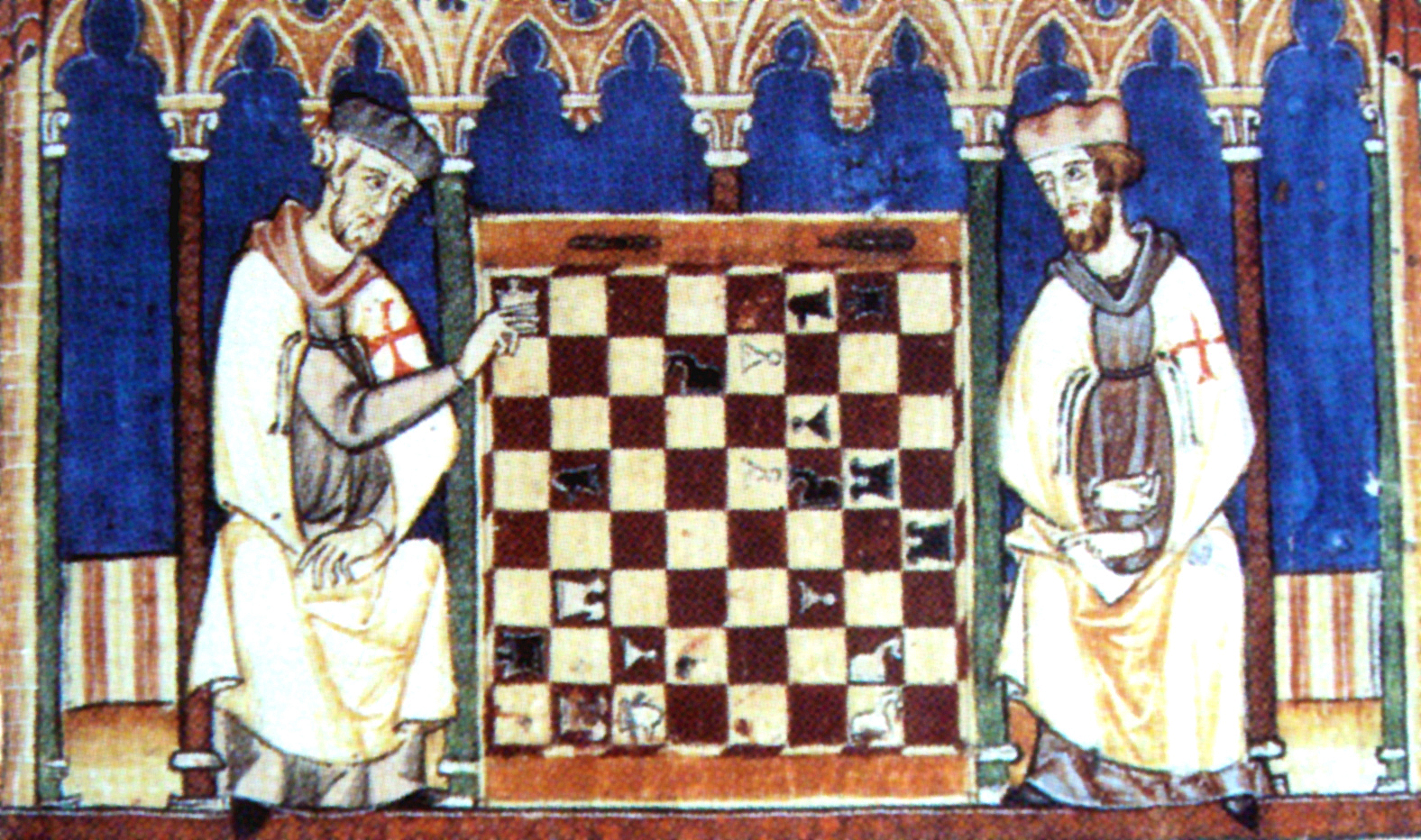
Cavalerii templieri jucând șah, Libro de los juegos, 1283

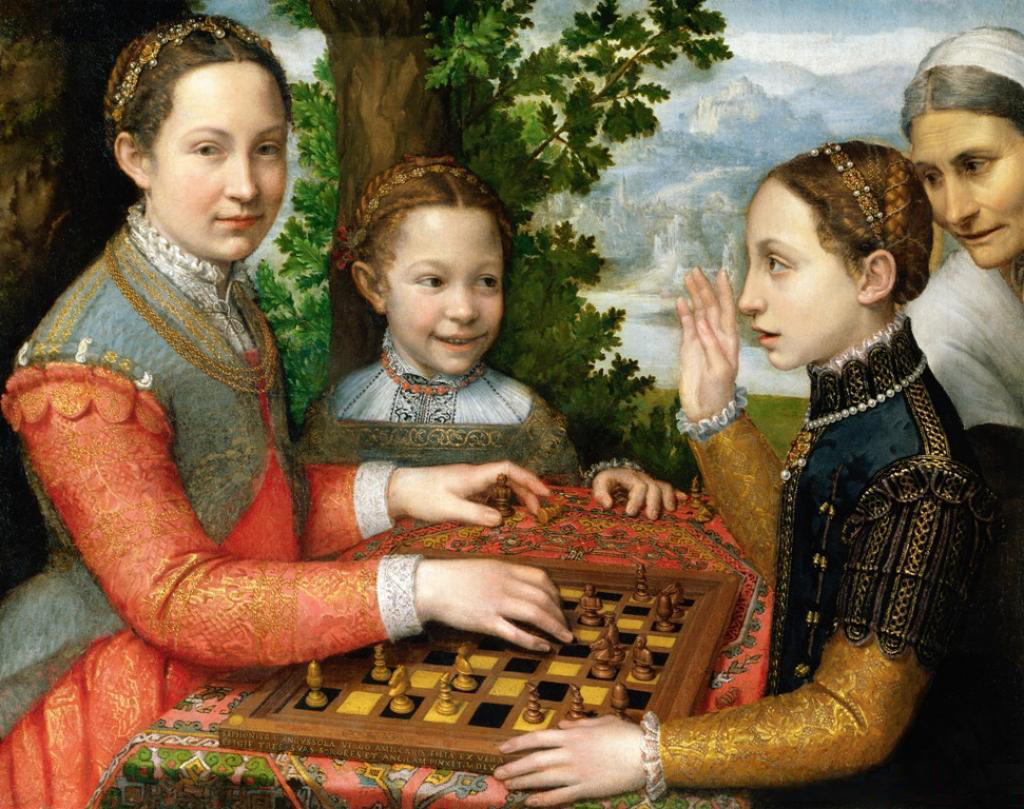

În general se consideră că șahul provine din jocul indian Chaturanga, de acum aproximativ 1400 de ani. Dar multe țări revendică originea șahului. Acesta a ajuns în Rusia prin Mongolia, unde a fost jucat la începutul secolului al 7-lea. Din India, a migrat spre Persia, și s-a răspândit în întreaga lume islamică după cucerirea musulmană din Persia. A fost introdus în Spania de mauri în secolul 10, un celebru manuscris jocuri care include șahul, tablele, și zarurile numit Libro de los Juegos, fiind scris sub sponsorizarea lui Alfonso X de Castilia în secolul al 13-lea. Șahul a ajuns în Anglia în secolul al 11-lea, și a evoluat prin diverse variante, cum ar fi Courier.
Până la sfârșitul secolului al 15-lea, au fost adoptate normele moderne pentru mișcările de bază (în Italia): pionii câștigă opțiunea de a muta două pătrate la prima lor mișcare și captarea acestora en passant; nebunii se pot deplasa oricât de departe de-a lungul unei diagonale libere (anterior fiind limitați la o mișcare de exact două pătrate pe diagonală), în timp ce pierd capacitatea de a sări peste piese, iar damei i s-a permis să se deplaseze oricât de departe în orice direcție, făcând-o cea mai puternică piesă (înainte, ea se putea deplasa doar un singur pătrat pe diagonală. Erau încă variații în regulile de rocadă și rezultatele în situația de pat.
Aceste modificări împreună au ajutat șahul făcându-l mai deschis la analize și deci putând fi mai ușor de urmărit. Jocul în Europa, din acel moment, a fost aproape la fel ca și cel jucat azi. Normele actuale au fost finalizate în secolul al 19-lea, cu excepția condițiilor exacte pentru remiză.
Cel mai popular set de piese de șah, "Staunton", a fost creat de către Nathaniel Cook, în 1849, aprobat de către un jucător lider al timpului său, Howard Staunton, și adoptat oficial de FIDE în 1924.
Staunton însuși a organizat primul campionat mondial de șah în 1850. Cu toate acestea, el a evitat meciuri împotriva celor mai puternici concurenți din acea perioadă. Primul jucător recunoscut pe scară largă drept campion mondial a fost Wilhelm Steinitz în 1866.
Titlul de "Maestru" a fost creat de către țarul rus Nicolae al II-lea care l-a acordat pentru prima dată în 1914 la cinci jucători, după un turneu ce a fost finanțat în Sankt Petersburg.
Federația Mondială de Șah (FIDE) a fost fondată în 1924. Când campionul mondial Alexandr Alehin a murit în 1946, FIDE a preluat funcția de organizare a Campionatului Mondial. Înainte de această dată, campionii alegeau împotriva cui și în ce condiții ar accepta un meci de titlu. FIDE și-a asumat și rolul de acordare a titlurilor de Maestru și Maestru Internațional, precum și atribuirea ratingurilor numerice pentru jucători.
În 1993, în mijlocul unui ciclu de meciuri pentru campionul mondial, Gari Kasparov și Nigel Short au refuzat ca FIDE să le organizeze propriile lor meciuri pentru titlu. Ei s-au plâns de corupție și lipsă de profesionalism în FIDE, și au format o organizație concurentă Asociația de Șah Profesionist. De atunci, au existat două campionate simultane, World Champions și World Championships: una fiind o prelungire a regulilor Steinitz, în care actualul campion joacă cu un concurent în format de meci (o serie de mai multe jocuri), celălalt campionat urmând noile reguli FIDE la fel ca în tenis, în stil eliminatoriu, sau „knockout” — turneu cu zeci de jucători concurenți.
După ce au fost considerate doar o curiozitate, forța de joc a programelor de șah pe calculator a crescut până în punctul în care să poată concura în mod serios maeștrii umani.
Kasparov, clasat pe primul loc în lume, a jucat un meci de șase jocuri împotriva calculatorului IBM de șah Deep Blue, în 1996. Deep Blue a șocat lumea prin câștigarea primului joc, dar Kasparov a câștigat convingător meciul prin câștigarea a 3 jocuri și 2 remize. Meciul de revanșă în 1997 a fost câștigat de către mașină, care a fost ulterior retrasă de către IBM. În octombrie 2002, Vladimir Kramnik a jucat într-un meci de opt jocuri contra programului de calculator Deep Fritz. În 2003, Gari Kasparov a jucat atât un meci de șase jocuri cu programul de calculator Deep Junior, în februarie, cât și un meci de patru jocuri împotriva lui X3D Fritz, în luna noiembrie.
În mai 2002, mai mulți lideri de șah din lume s-au întâlnit la Praga și au semnat un acord de unitate care intenționa să asigure încoronarea unui campion mondial de necontestat înainte de sfârșitul anului 2003, și de a restabili ciclul tradițional de meciuri de calificare până în 2005. Semifinaliștii de campionat pentru 2003 au fost Ruslan Ponomariov vs. Gari Kasparov, și Vladimir Kramnik vs. Peter Leko. Fostul meci, organizat de FIDE, a fost programat să aibă loc la Ialta din 18 septembrie 2003, dar la data de 29 august a fost amânat, după care Ponomariov a refuzat să semneze contractul pentru meci.
Campionatul Mondial de șah 2006, în care Kramnik l-a bătut campionul mondial FIDE Veselin Topalov, a reunificat titlurile și a făcut din Kramnik un necontestat campion mondial de șah. În septembrie 2007, el a pierdut titlul la Viswanathan Anand din India, care a câștigat turneul de campionat din Mexico City. Anand și-a apărat titlul în meciul revanșă din 2008.
La un moment dat, jocurile de șah au fost înregistrate utilizând notația descriptivă de șah, o notație oarecum stângace, care solicită mai mult spațiu, și mai mult timp pentru scriere și pentru explicații față de înlocuitoarea acesteia, notația de șah algebrică. Notația de joc portabil (PGN) este cel mai utilizat format standard de calculator pentru procesarea jocurilor de șah, și se bazează pe notația de șah algebrică.

## Reguli de joc
|   | a | b | c | d | e | f | g | h |   |
| 8 | a8 black rook · b8 black knight · c8 black bishop · d8 black queen · e8 black king · f8 black bishop · g8 black knight · h8 black rook · a7 black pawn · b7 black pawn · c7 black pawn · d7 black pawn · e7 black pawn · f7 black pawn · g7 black pawn · h7 black pawn · a2 white pawn · b2 white pawn · c2 white pawn · d2 white pawn · e2 white pawn · f2 white pawn · g2 white pawn · h2 white pawn · a1 white rook · b1 white knight · c1 white bishop · d1 white queen · e1 white king · f1 white bishop · g1 white knight · h1 white rook | a8 black rook · b8 black knight · c8 black bishop · d8 black queen · e8 black king · f8 black bishop · g8 black knight · h8 black rook · a7 black pawn · b7 black pawn · c7 black pawn · d7 black pawn · e7 black pawn · f7 black pawn · g7 black pawn · h7 black pawn · a2 white pawn · b2 white pawn · c2 white pawn · d2 white pawn · e2 white pawn · f2 white pawn · g2 white pawn · h2 white pawn · a1 white rook · b1 white knight · c1 white bishop · d1 white queen · e1 white king · f1 white bishop · g1 white knight · h1 white rook | a8 black rook · b8 black knight · c8 black bishop · d8 black queen · e8 black king · f8 black bishop · g8 black knight · h8 black rook · a7 black pawn · b7 black pawn · c7 black pawn · d7 black pawn · e7 black pawn · f7 black pawn · g7 black pawn · h7 black pawn · a2 white pawn · b2 white pawn · c2 white pawn · d2 white pawn · e2 white pawn · f2 white pawn · g2 white pawn · h2 white pawn · a1 white rook · b1 white knight · c1 white bishop · d1 white queen · e1 white king · f1 white bishop · g1 white knight · h1 white rook | a8 black rook · b8 black knight · c8 black bishop · d8 black queen · e8 black king · f8 black bishop · g8 black knight · h8 black rook · a7 black pawn · b7 black pawn · c7 black pawn · d7 black pawn · e7 black pawn · f7 black pawn · g7 black pawn · h7 black pawn · a2 white pawn · b2 white pawn · c2 white pawn · d2 white pawn · e2 white pawn · f2 white pawn · g2 white pawn · h2 white pawn · a1 white rook · b1 white knight · c1 white bishop · d1 white queen · e1 white king · f1 white bishop · g1 white knight · h1 white rook | a8 black rook · b8 black knight · c8 black bishop · d8 black queen · e8 black king · f8 black bishop · g8 black knight · h8 black rook · a7 black pawn · b7 black pawn · c7 black pawn · d7 black pawn · e7 black pawn · f7 black pawn · g7 black pawn · h7 black pawn · a2 white pawn · b2 white pawn · c2 white pawn · d2 white pawn · e2 white pawn · f2 white pawn · g2 white pawn · h2 white pawn · a1 white rook · b1 white knight · c1 white bishop · d1 white queen · e1 white king · f1 white bishop · g1 white knight · h1 white rook | a8 black rook · b8 black knight · c8 black bishop · d8 black queen · e8 black king · f8 black bishop · g8 black knight · h8 black rook · a7 black pawn · b7 black pawn · c7 black pawn · d7 black pawn · e7 black pawn · f7 black pawn · g7 black pawn · h7 black pawn · a2 white pawn · b2 white pawn · c2 white pawn · d2 white pawn · e2 white pawn · f2 white pawn · g2 white pawn · h2 white pawn · a1 white rook · b1 white knight · c1 white bishop · d1 white queen · e1 white king · f1 white bishop · g1 white knight · h1 white rook | a8 black rook · b8 black knight · c8 black bishop · d8 black queen · e8 black king · f8 black bishop · g8 black knight · h8 black rook · a7 black pawn · b7 black pawn · c7 black pawn · d7 black pawn · e7 black pawn · f7 black pawn · g7 black pawn · h7 black pawn · a2 white pawn · b2 white pawn · c2 white pawn · d2 white pawn · e2 white pawn · f2 white pawn · g2 white pawn · h2 white pawn · a1 white rook · b1 white knight · c1 white bishop · d1 white queen · e1 white king · f1 white bishop · g1 white knight · h1 white rook | a8 black rook · b8 black knight · c8 black bishop · d8 black queen · e8 black king · f8 black bishop · g8 black knight · h8 black rook · a7 black pawn · b7 black pawn · c7 black pawn · d7 black pawn · e7 black pawn · f7 black pawn · g7 black pawn · h7 black pawn · a2 white pawn · b2 white pawn · c2 white pawn · d2 white pawn · e2 white pawn · f2 white pawn · g2 white pawn · h2 white pawn · a1 white rook · b1 white knight · c1 white bishop · d1 white queen · e1 white king · f1 white bishop · g1 white knight · h1 white rook | 8 |
| 7 | a8 black rook · b8 black knight · c8 black bishop · d8 black queen · e8 black king · f8 black bishop · g8 black knight · h8 black rook · a7 black pawn · b7 black pawn · c7 black pawn · d7 black pawn · e7 black pawn · f7 black pawn · g7 black pawn · h7 black pawn · a2 white pawn · b2 white pawn · c2 white pawn · d2 white pawn · e2 white pawn · f2 white pawn · g2 white pawn · h2 white pawn · a1 white rook · b1 white knight · c1 white bishop · d1 white queen · e1 white king · f1 white bishop · g1 white knight · h1 white rook | a8 black rook · b8 black knight · c8 black bishop · d8 black queen · e8 black king · f8 black bishop · g8 black knight · h8 black rook · a7 black pawn · b7 black pawn · c7 black pawn · d7 black pawn · e7 black pawn · f7 black pawn · g7 black pawn · h7 black pawn · a2 white pawn · b2 white pawn · c2 white pawn · d2 white pawn · e2 white pawn · f2 white pawn · g2 white pawn · h2 white pawn · a1 white rook · b1 white knight · c1 white bishop · d1 white queen · e1 white king · f1 white bishop · g1 white knight · h1 white rook | a8 black rook · b8 black knight · c8 black bishop · d8 black queen · e8 black king · f8 black bishop · g8 black knight · h8 black rook · a7 black pawn · b7 black pawn · c7 black pawn · d7 black pawn · e7 black pawn · f7 black pawn · g7 black pawn · h7 black pawn · a2 white pawn · b2 white pawn · c2 white pawn · d2 white pawn · e2 white pawn · f2 white pawn · g2 white pawn · h2 white pawn · a1 white rook · b1 white knight · c1 white bishop · d1 white queen · e1 white king · f1 white bishop · g1 white knight · h1 white rook | a8 black rook · b8 black knight · c8 black bishop · d8 black queen · e8 black king · f8 black bishop · g8 black knight · h8 black rook · a7 black pawn · b7 black pawn · c7 black pawn · d7 black pawn · e7 black pawn · f7 black pawn · g7 black pawn · h7 black pawn · a2 white pawn · b2 white pawn · c2 white pawn · d2 white pawn · e2 white pawn · f2 white pawn · g2 white pawn · h2 white pawn · a1 white rook · b1 white knight · c1 white bishop · d1 white queen · e1 white king · f1 white bishop · g1 white knight · h1 white rook | a8 black rook · b8 black knight · c8 black bishop · d8 black queen · e8 black king · f8 black bishop · g8 black knight · h8 black rook · a7 black pawn · b7 black pawn · c7 black pawn · d7 black pawn · e7 black pawn · f7 black pawn · g7 black pawn · h7 black pawn · a2 white pawn · b2 white pawn · c2 white pawn · d2 white pawn · e2 white pawn · f2 white pawn · g2 white pawn · h2 white pawn · a1 white rook · b1 white knight · c1 white bishop · d1 white queen · e1 white king · f1 white bishop · g1 white knight · h1 white rook | a8 black rook · b8 black knight · c8 black bishop · d8 black queen · e8 black king · f8 black bishop · g8 black knight · h8 black rook · a7 black pawn · b7 black pawn · c7 black pawn · d7 black pawn · e7 black pawn · f7 black pawn · g7 black pawn · h7 black pawn · a2 white pawn · b2 white pawn · c2 white pawn · d2 white pawn · e2 white pawn · f2 white pawn · g2 white pawn · h2 white pawn · a1 white rook · b1 white knight · c1 white bishop · d1 white queen · e1 white king · f1 white bishop · g1 white knight · h1 white rook | a8 black rook · b8 black knight · c8 black bishop · d8 black queen · e8 black king · f8 black bishop · g8 black knight · h8 black rook · a7 black pawn · b7 black pawn · c7 black pawn · d7 black pawn · e7 black pawn · f7 black pawn · g7 black pawn · h7 black pawn · a2 white pawn · b2 white pawn · c2 white pawn · d2 white pawn · e2 white pawn · f2 white pawn · g2 white pawn · h2 white pawn · a1 white rook · b1 white knight · c1 white bishop · d1 white queen · e1 white king · f1 white bishop · g1 white knight · h1 white rook | a8 black rook · b8 black knight · c8 black bishop · d8 black queen · e8 black king · f8 black bishop · g8 black knight · h8 black rook · a7 black pawn · b7 black pawn · c7 black pawn · d7 black pawn · e7 black pawn · f7 black pawn · g7 black pawn · h7 black pawn · a2 white pawn · b2 white pawn · c2 white pawn · d2 white pawn · e2 white pawn · f2 white pawn · g2 white pawn · h2 white pawn · a1 white rook · b1 white knight · c1 white bishop · d1 white queen · e1 white king · f1 white bishop · g1 white knight · h1 white rook | 7 |
| 6 | a8 black rook · b8 black knight · c8 black bishop · d8 black queen · e8 black king · f8 black bishop · g8 black knight · h8 black rook · a7 black pawn · b7 black pawn · c7 black pawn · d7 black pawn · e7 black pawn · f7 black pawn · g7 black pawn · h7 black pawn · a2 white pawn · b2 white pawn · c2 white pawn · d2 white pawn · e2 white pawn · f2 white pawn · g2 white pawn · h2 white pawn · a1 white rook · b1 white knight · c1 white bishop · d1 white queen · e1 white king · f1 white bishop · g1 white knight · h1 white rook | a8 black rook · b8 black knight · c8 black bishop · d8 black queen · e8 black king · f8 black bishop · g8 black knight · h8 black rook · a7 black pawn · b7 black pawn · c7 black pawn · d7 black pawn · e7 black pawn · f7 black pawn · g7 black pawn · h7 black pawn · a2 white pawn · b2 white pawn · c2 white pawn · d2 white pawn · e2 white pawn · f2 white pawn · g2 white pawn · h2 white pawn · a1 white rook · b1 white knight · c1 white bishop · d1 white queen · e1 white king · f1 white bishop · g1 white knight · h1 white rook | a8 black rook · b8 black knight · c8 black bishop · d8 black queen · e8 black king · f8 black bishop · g8 black knight · h8 black rook · a7 black pawn · b7 black pawn · c7 black pawn · d7 black pawn · e7 black pawn · f7 black pawn · g7 black pawn · h7 black pawn · a2 white pawn · b2 white pawn · c2 white pawn · d2 white pawn · e2 white pawn · f2 white pawn · g2 white pawn · h2 white pawn · a1 white rook · b1 white knight · c1 white bishop · d1 white queen · e1 white king · f1 white bishop · g1 white knight · h1 white rook | a8 black rook · b8 black knight · c8 black bishop · d8 black queen · e8 black king · f8 black bishop · g8 black knight · h8 black rook · a7 black pawn · b7 black pawn · c7 black pawn · d7 black pawn · e7 black pawn · f7 black pawn · g7 black pawn · h7 black pawn · a2 white pawn · b2 white pawn · c2 white pawn · d2 white pawn · e2 white pawn · f2 white pawn · g2 white pawn · h2 white pawn · a1 white rook · b1 white knight · c1 white bishop · d1 white queen · e1 white king · f1 white bishop · g1 white knight · h1 white rook | a8 black rook · b8 black knight · c8 black bishop · d8 black queen · e8 black king · f8 black bishop · g8 black knight · h8 black rook · a7 black pawn · b7 black pawn · c7 black pawn · d7 black pawn · e7 black pawn · f7 black pawn · g7 black pawn · h7 black pawn · a2 white pawn · b2 white pawn · c2 white pawn · d2 white pawn · e2 white pawn · f2 white pawn · g2 white pawn · h2 white pawn · a1 white rook · b1 white knight · c1 white bishop · d1 white queen · e1 white king · f1 white bishop · g1 white knight · h1 white rook | a8 black rook · b8 black knight · c8 black bishop · d8 black queen · e8 black king · f8 black bishop · g8 black knight · h8 black rook · a7 black pawn · b7 black pawn · c7 black pawn · d7 black pawn · e7 black pawn · f7 black pawn · g7 black pawn · h7 black pawn · a2 white pawn · b2 white pawn · c2 white pawn · d2 white pawn · e2 white pawn · f2 white pawn · g2 white pawn · h2 white pawn · a1 white rook · b1 white knight · c1 white bishop · d1 white queen · e1 white king · f1 white bishop · g1 white knight · h1 white rook | a8 black rook · b8 black knight · c8 black bishop · d8 black queen · e8 black king · f8 black bishop · g8 black knight · h8 black rook · a7 black pawn · b7 black pawn · c7 black pawn · d7 black pawn · e7 black pawn · f7 black pawn · g7 black pawn · h7 black pawn · a2 white pawn · b2 white pawn · c2 white pawn · d2 white pawn · e2 white pawn · f2 white pawn · g2 white pawn · h2 white pawn · a1 white rook · b1 white knight · c1 white bishop · d1 white queen · e1 white king · f1 white bishop · g1 white knight · h1 white rook | a8 black rook · b8 black knight · c8 black bishop · d8 black queen · e8 black king · f8 black bishop · g8 black knight · h8 black rook · a7 black pawn · b7 black pawn · c7 black pawn · d7 black pawn · e7 black pawn · f7 black pawn · g7 black pawn · h7 black pawn · a2 white pawn · b2 white pawn · c2 white pawn · d2 white pawn · e2 white pawn · f2 white pawn · g2 white pawn · h2 white pawn · a1 white rook · b1 white knight · c1 white bishop · d1 white queen · e1 white king · f1 white bishop · g1 white knight · h1 white rook | 6 |
| 5 | a8 black rook · b8 black knight · c8 black bishop · d8 black queen · e8 black king · f8 black bishop · g8 black knight · h8 black rook · a7 black pawn · b7 black pawn · c7 black pawn · d7 black pawn · e7 black pawn · f7 black pawn · g7 black pawn · h7 black pawn · a2 white pawn · b2 white pawn · c2 white pawn · d2 white pawn · e2 white pawn · f2 white pawn · g2 white pawn · h2 white pawn · a1 white rook · b1 white knight · c1 white bishop · d1 white queen · e1 white king · f1 white bishop · g1 white knight · h1 white rook | a8 black rook · b8 black knight · c8 black bishop · d8 black queen · e8 black king · f8 black bishop · g8 black knight · h8 black rook · a7 black pawn · b7 black pawn · c7 black pawn · d7 black pawn · e7 black pawn · f7 black pawn · g7 black pawn · h7 black pawn · a2 white pawn · b2 white pawn · c2 white pawn · d2 white pawn · e2 white pawn · f2 white pawn · g2 white pawn · h2 white pawn · a1 white rook · b1 white knight · c1 white bishop · d1 white queen · e1 white king · f1 white bishop · g1 white knight · h1 white rook | a8 black rook · b8 black knight · c8 black bishop · d8 black queen · e8 black king · f8 black bishop · g8 black knight · h8 black rook · a7 black pawn · b7 black pawn · c7 black pawn · d7 black pawn · e7 black pawn · f7 black pawn · g7 black pawn · h7 black pawn · a2 white pawn · b2 white pawn · c2 white pawn · d2 white pawn · e2 white pawn · f2 white pawn · g2 white pawn · h2 white pawn · a1 white rook · b1 white knight · c1 white bishop · d1 white queen · e1 white king · f1 white bishop · g1 white knight · h1 white rook | a8 black rook · b8 black knight · c8 black bishop · d8 black queen · e8 black king · f8 black bishop · g8 black knight · h8 black rook · a7 black pawn · b7 black pawn · c7 black pawn · d7 black pawn · e7 black pawn · f7 black pawn · g7 black pawn · h7 black pawn · a2 white pawn · b2 white pawn · c2 white pawn · d2 white pawn · e2 white pawn · f2 white pawn · g2 white pawn · h2 white pawn · a1 white rook · b1 white knight · c1 white bishop · d1 white queen · e1 white king · f1 white bishop · g1 white knight · h1 white rook | a8 black rook · b8 black knight · c8 black bishop · d8 black queen · e8 black king · f8 black bishop · g8 black knight · h8 black rook · a7 black pawn · b7 black pawn · c7 black pawn · d7 black pawn · e7 black pawn · f7 black pawn · g7 black pawn · h7 black pawn · a2 white pawn · b2 white pawn · c2 white pawn · d2 white pawn · e2 white pawn · f2 white pawn · g2 white pawn · h2 white pawn · a1 white rook · b1 white knight · c1 white bishop · d1 white queen · e1 white king · f1 white bishop · g1 white knight · h1 white rook | a8 black rook · b8 black knight · c8 black bishop · d8 black queen · e8 black king · f8 black bishop · g8 black knight · h8 black rook · a7 black pawn · b7 black pawn · c7 black pawn · d7 black pawn · e7 black pawn · f7 black pawn · g7 black pawn · h7 black pawn · a2 white pawn · b2 white pawn · c2 white pawn · d2 white pawn · e2 white pawn · f2 white pawn · g2 white pawn · h2 white pawn · a1 white rook · b1 white knight · c1 white bishop · d1 white queen · e1 white king · f1 white bishop · g1 white knight · h1 white rook | a8 black rook · b8 black knight · c8 black bishop · d8 black queen · e8 black king · f8 black bishop · g8 black knight · h8 black rook · a7 black pawn · b7 black pawn · c7 black pawn · d7 black pawn · e7 black pawn · f7 black pawn · g7 black pawn · h7 black pawn · a2 white pawn · b2 white pawn · c2 white pawn · d2 white pawn · e2 white pawn · f2 white pawn · g2 white pawn · h2 white pawn · a1 white rook · b1 white knight · c1 white bishop · d1 white queen · e1 white king · f1 white bishop · g1 white knight · h1 white rook | a8 black rook · b8 black knight · c8 black bishop · d8 black queen · e8 black king · f8 black bishop · g8 black knight · h8 black rook · a7 black pawn · b7 black pawn · c7 black pawn · d7 black pawn · e7 black pawn · f7 black pawn · g7 black pawn · h7 black pawn · a2 white pawn · b2 white pawn · c2 white pawn · d2 white pawn · e2 white pawn · f2 white pawn · g2 white pawn · h2 white pawn · a1 white rook · b1 white knight · c1 white bishop · d1 white queen · e1 white king · f1 white bishop · g1 white knight · h1 white rook | 5 |
| 4 | a8 black rook · b8 black knight · c8 black bishop · d8 black queen · e8 black king · f8 black bishop · g8 black knight · h8 black rook · a7 black pawn · b7 black pawn · c7 black pawn · d7 black pawn · e7 black pawn · f7 black pawn · g7 black pawn · h7 black pawn · a2 white pawn · b2 white pawn · c2 white pawn · d2 white pawn · e2 white pawn · f2 white pawn · g2 white pawn · h2 white pawn · a1 white rook · b1 white knight · c1 white bishop · d1 white queen · e1 white king · f1 white bishop · g1 white knight · h1 white rook | a8 black rook · b8 black knight · c8 black bishop · d8 black queen · e8 black king · f8 black bishop · g8 black knight · h8 black rook · a7 black pawn · b7 black pawn · c7 black pawn · d7 black pawn · e7 black pawn · f7 black pawn · g7 black pawn · h7 black pawn · a2 white pawn · b2 white pawn · c2 white pawn · d2 white pawn · e2 white pawn · f2 white pawn · g2 white pawn · h2 white pawn · a1 white rook · b1 white knight · c1 white bishop · d1 white queen · e1 white king · f1 white bishop · g1 white knight · h1 white rook | a8 black rook · b8 black knight · c8 black bishop · d8 black queen · e8 black king · f8 black bishop · g8 black knight · h8 black rook · a7 black pawn · b7 black pawn · c7 black pawn · d7 black pawn · e7 black pawn · f7 black pawn · g7 black pawn · h7 black pawn · a2 white pawn · b2 white pawn · c2 white pawn · d2 white pawn · e2 white pawn · f2 white pawn · g2 white pawn · h2 white pawn · a1 white rook · b1 white knight · c1 white bishop · d1 white queen · e1 white king · f1 white bishop · g1 white knight · h1 white rook | a8 black rook · b8 black knight · c8 black bishop · d8 black queen · e8 black king · f8 black bishop · g8 black knight · h8 black rook · a7 black pawn · b7 black pawn · c7 black pawn · d7 black pawn · e7 black pawn · f7 black pawn · g7 black pawn · h7 black pawn · a2 white pawn · b2 white pawn · c2 white pawn · d2 white pawn · e2 white pawn · f2 white pawn · g2 white pawn · h2 white pawn · a1 white rook · b1 white knight · c1 white bishop · d1 white queen · e1 white king · f1 white bishop · g1 white knight · h1 white rook | a8 black rook · b8 black knight · c8 black bishop · d8 black queen · e8 black king · f8 black bishop · g8 black knight · h8 black rook · a7 black pawn · b7 black pawn · c7 black pawn · d7 black pawn · e7 black pawn · f7 black pawn · g7 black pawn · h7 black pawn · a2 white pawn · b2 white pawn · c2 white pawn · d2 white pawn · e2 white pawn · f2 white pawn · g2 white pawn · h2 white pawn · a1 white rook · b1 white knight · c1 white bishop · d1 white queen · e1 white king · f1 white bishop · g1 white knight · h1 white rook | a8 black rook · b8 black knight · c8 black bishop · d8 black queen · e8 black king · f8 black bishop · g8 black knight · h8 black rook · a7 black pawn · b7 black pawn · c7 black pawn · d7 black pawn · e7 black pawn · f7 black pawn · g7 black pawn · h7 black pawn · a2 white pawn · b2 white pawn · c2 white pawn · d2 white pawn · e2 white pawn · f2 white pawn · g2 white pawn · h2 white pawn · a1 white rook · b1 white knight · c1 white bishop · d1 white queen · e1 white king · f1 white bishop · g1 white knight · h1 white rook | a8 black rook · b8 black knight · c8 black bishop · d8 black queen · e8 black king · f8 black bishop · g8 black knight · h8 black rook · a7 black pawn · b7 black pawn · c7 black pawn · d7 black pawn · e7 black pawn · f7 black pawn · g7 black pawn · h7 black pawn · a2 white pawn · b2 white pawn · c2 white pawn · d2 white pawn · e2 white pawn · f2 white pawn · g2 white pawn · h2 white pawn · a1 white rook · b1 white knight · c1 white bishop · d1 white queen · e1 white king · f1 white bishop · g1 white knight · h1 white rook | a8 black rook · b8 black knight · c8 black bishop · d8 black queen · e8 black king · f8 black bishop · g8 black knight · h8 black rook · a7 black pawn · b7 black pawn · c7 black pawn · d7 black pawn · e7 black pawn · f7 black pawn · g7 black pawn · h7 black pawn · a2 white pawn · b2 white pawn · c2 white pawn · d2 white pawn · e2 white pawn · f2 white pawn · g2 white pawn · h2 white pawn · a1 white rook · b1 white knight · c1 white bishop · d1 white queen · e1 white king · f1 white bishop · g1 white knight · h1 white rook | 4 |
| 3 | a8 black rook · b8 black knight · c8 black bishop · d8 black queen · e8 black king · f8 black bishop · g8 black knight · h8 black rook · a7 black pawn · b7 black pawn · c7 black pawn · d7 black pawn · e7 black pawn · f7 black pawn · g7 black pawn · h7 black pawn · a2 white pawn · b2 white pawn · c2 white pawn · d2 white pawn · e2 white pawn · f2 white pawn · g2 white pawn · h2 white pawn · a1 white rook · b1 white knight · c1 white bishop · d1 white queen · e1 white king · f1 white bishop · g1 white knight · h1 white rook | a8 black rook · b8 black knight · c8 black bishop · d8 black queen · e8 black king · f8 black bishop · g8 black knight · h8 black rook · a7 black pawn · b7 black pawn · c7 black pawn · d7 black pawn · e7 black pawn · f7 black pawn · g7 black pawn · h7 black pawn · a2 white pawn · b2 white pawn · c2 white pawn · d2 white pawn · e2 white pawn · f2 white pawn · g2 white pawn · h2 white pawn · a1 white rook · b1 white knight · c1 white bishop · d1 white queen · e1 white king · f1 white bishop · g1 white knight · h1 white rook | a8 black rook · b8 black knight · c8 black bishop · d8 black queen · e8 black king · f8 black bishop · g8 black knight · h8 black rook · a7 black pawn · b7 black pawn · c7 black pawn · d7 black pawn · e7 black pawn · f7 black pawn · g7 black pawn · h7 black pawn · a2 white pawn · b2 white pawn · c2 white pawn · d2 white pawn · e2 white pawn · f2 white pawn · g2 white pawn · h2 white pawn · a1 white rook · b1 white knight · c1 white bishop · d1 white queen · e1 white king · f1 white bishop · g1 white knight · h1 white rook | a8 black rook · b8 black knight · c8 black bishop · d8 black queen · e8 black king · f8 black bishop · g8 black knight · h8 black rook · a7 black pawn · b7 black pawn · c7 black pawn · d7 black pawn · e7 black pawn · f7 black pawn · g7 black pawn · h7 black pawn · a2 white pawn · b2 white pawn · c2 white pawn · d2 white pawn · e2 white pawn · f2 white pawn · g2 white pawn · h2 white pawn · a1 white rook · b1 white knight · c1 white bishop · d1 white queen · e1 white king · f1 white bishop · g1 white knight · h1 white rook | a8 black rook · b8 black knight · c8 black bishop · d8 black queen · e8 black king · f8 black bishop · g8 black knight · h8 black rook · a7 black pawn · b7 black pawn · c7 black pawn · d7 black pawn · e7 black pawn · f7 black pawn · g7 black pawn · h7 black pawn · a2 white pawn · b2 white pawn · c2 white pawn · d2 white pawn · e2 white pawn · f2 white pawn · g2 white pawn · h2 white pawn · a1 white rook · b1 white knight · c1 white bishop · d1 white queen · e1 white king · f1 white bishop · g1 white knight · h1 white rook | a8 black rook · b8 black knight · c8 black bishop · d8 black queen · e8 black king · f8 black bishop · g8 black knight · h8 black rook · a7 black pawn · b7 black pawn · c7 black pawn · d7 black pawn · e7 black pawn · f7 black pawn · g7 black pawn · h7 black pawn · a2 white pawn · b2 white pawn · c2 white pawn · d2 white pawn · e2 white pawn · f2 white pawn · g2 white pawn · h2 white pawn · a1 white rook · b1 white knight · c1 white bishop · d1 white queen · e1 white king · f1 white bishop · g1 white knight · h1 white rook | a8 black rook · b8 black knight · c8 black bishop · d8 black queen · e8 black king · f8 black bishop · g8 black knight · h8 black rook · a7 black pawn · b7 black pawn · c7 black pawn · d7 black pawn · e7 black pawn · f7 black pawn · g7 black pawn · h7 black pawn · a2 white pawn · b2 white pawn · c2 white pawn · d2 white pawn · e2 white pawn · f2 white pawn · g2 white pawn · h2 white pawn · a1 white rook · b1 white knight · c1 white bishop · d1 white queen · e1 white king · f1 white bishop · g1 white knight · h1 white rook | a8 black rook · b8 black knight · c8 black bishop · d8 black queen · e8 black king · f8 black bishop · g8 black knight · h8 black rook · a7 black pawn · b7 black pawn · c7 black pawn · d7 black pawn · e7 black pawn · f7 black pawn · g7 black pawn · h7 black pawn · a2 white pawn · b2 white pawn · c2 white pawn · d2 white pawn · e2 white pawn · f2 white pawn · g2 white pawn · h2 white pawn · a1 white rook · b1 white knight · c1 white bishop · d1 white queen · e1 white king · f1 white bishop · g1 white knight · h1 white rook | 3 |
| 2 | a8 black rook · b8 black knight · c8 black bishop · d8 black queen · e8 black king · f8 black bishop · g8 black knight · h8 black rook · a7 black pawn · b7 black pawn · c7 black pawn · d7 black pawn · e7 black pawn · f7 black pawn · g7 black pawn · h7 black pawn · a2 white pawn · b2 white pawn · c2 white pawn · d2 white pawn · e2 white pawn · f2 white pawn · g2 white pawn · h2 white pawn · a1 white rook · b1 white knight · c1 white bishop · d1 white queen · e1 white king · f1 white bishop · g1 white knight · h1 white rook | a8 black rook · b8 black knight · c8 black bishop · d8 black queen · e8 black king · f8 black bishop · g8 black knight · h8 black rook · a7 black pawn · b7 black pawn · c7 black pawn · d7 black pawn · e7 black pawn · f7 black pawn · g7 black pawn · h7 black pawn · a2 white pawn · b2 white pawn · c2 white pawn · d2 white pawn · e2 white pawn · f2 white pawn · g2 white pawn · h2 white pawn · a1 white rook · b1 white knight · c1 white bishop · d1 white queen · e1 white king · f1 white bishop · g1 white knight · h1 white rook | a8 black rook · b8 black knight · c8 black bishop · d8 black queen · e8 black king · f8 black bishop · g8 black knight · h8 black rook · a7 black pawn · b7 black pawn · c7 black pawn · d7 black pawn · e7 black pawn · f7 black pawn · g7 black pawn · h7 black pawn · a2 white pawn · b2 white pawn · c2 white pawn · d2 white pawn · e2 white pawn · f2 white pawn · g2 white pawn · h2 white pawn · a1 white rook · b1 white knight · c1 white bishop · d1 white queen · e1 white king · f1 white bishop · g1 white knight · h1 white rook | a8 black rook · b8 black knight · c8 black bishop · d8 black queen · e8 black king · f8 black bishop · g8 black knight · h8 black rook · a7 black pawn · b7 black pawn · c7 black pawn · d7 black pawn · e7 black pawn · f7 black pawn · g7 black pawn · h7 black pawn · a2 white pawn · b2 white pawn · c2 white pawn · d2 white pawn · e2 white pawn · f2 white pawn · g2 white pawn · h2 white pawn · a1 white rook · b1 white knight · c1 white bishop · d1 white queen · e1 white king · f1 white bishop · g1 white knight · h1 white rook | a8 black rook · b8 black knight · c8 black bishop · d8 black queen · e8 black king · f8 black bishop · g8 black knight · h8 black rook · a7 black pawn · b7 black pawn · c7 black pawn · d7 black pawn · e7 black pawn · f7 black pawn · g7 black pawn · h7 black pawn · a2 white pawn · b2 white pawn · c2 white pawn · d2 white pawn · e2 white pawn · f2 white pawn · g2 white pawn · h2 white pawn · a1 white rook · b1 white knight · c1 white bishop · d1 white queen · e1 white king · f1 white bishop · g1 white knight · h1 white rook | a8 black rook · b8 black knight · c8 black bishop · d8 black queen · e8 black king · f8 black bishop · g8 black knight · h8 black rook · a7 black pawn · b7 black pawn · c7 black pawn · d7 black pawn · e7 black pawn · f7 black pawn · g7 black pawn · h7 black pawn · a2 white pawn · b2 white pawn · c2 white pawn · d2 white pawn · e2 white pawn · f2 white pawn · g2 white pawn · h2 white pawn · a1 white rook · b1 white knight · c1 white bishop · d1 white queen · e1 white king · f1 white bishop · g1 white knight · h1 white rook | a8 black rook · b8 black knight · c8 black bishop · d8 black queen · e8 black king · f8 black bishop · g8 black knight · h8 black rook · a7 black pawn · b7 black pawn · c7 black pawn · d7 black pawn · e7 black pawn · f7 black pawn · g7 black pawn · h7 black pawn · a2 white pawn · b2 white pawn · c2 white pawn · d2 white pawn · e2 white pawn · f2 white pawn · g2 white pawn · h2 white pawn · a1 white rook · b1 white knight · c1 white bishop · d1 white queen · e1 white king · f1 white bishop · g1 white knight · h1 white rook | a8 black rook · b8 black knight · c8 black bishop · d8 black queen · e8 black king · f8 black bishop · g8 black knight · h8 black rook · a7 black pawn · b7 black pawn · c7 black pawn · d7 black pawn · e7 black pawn · f7 black pawn · g7 black pawn · h7 black pawn · a2 white pawn · b2 white pawn · c2 white pawn · d2 white pawn · e2 white pawn · f2 white pawn · g2 white pawn · h2 white pawn · a1 white rook · b1 white knight · c1 white bishop · d1 white queen · e1 white king · f1 white bishop · g1 white knight · h1 white rook | 2 |
| 1 | a8 black rook · b8 black knight · c8 black bishop · d8 black queen · e8 black king · f8 black bishop · g8 black knight · h8 black rook · a7 black pawn · b7 black pawn · c7 black pawn · d7 black pawn · e7 black pawn · f7 black pawn · g7 black pawn · h7 black pawn · a2 white pawn · b2 white pawn · c2 white pawn · d2 white pawn · e2 white pawn · f2 white pawn · g2 white pawn · h2 white pawn · a1 white rook · b1 white knight · c1 white bishop · d1 white queen · e1 white king · f1 white bishop · g1 white knight · h1 white rook | a8 black rook · b8 black knight · c8 black bishop · d8 black queen · e8 black king · f8 black bishop · g8 black knight · h8 black rook · a7 black pawn · b7 black pawn · c7 black pawn · d7 black pawn · e7 black pawn · f7 black pawn · g7 black pawn · h7 black pawn · a2 white pawn · b2 white pawn · c2 white pawn · d2 white pawn · e2 white pawn · f2 white pawn · g2 white pawn · h2 white pawn · a1 white rook · b1 white knight · c1 white bishop · d1 white queen · e1 white king · f1 white bishop · g1 white knight · h1 white rook | a8 black rook · b8 black knight · c8 black bishop · d8 black queen · e8 black king · f8 black bishop · g8 black knight · h8 black rook · a7 black pawn · b7 black pawn · c7 black pawn · d7 black pawn · e7 black pawn · f7 black pawn · g7 black pawn · h7 black pawn · a2 white pawn · b2 white pawn · c2 white pawn · d2 white pawn · e2 white pawn · f2 white pawn · g2 white pawn · h2 white pawn · a1 white rook · b1 white knight · c1 white bishop · d1 white queen · e1 white king · f1 white bishop · g1 white knight · h1 white rook | a8 black rook · b8 black knight · c8 black bishop · d8 black queen · e8 black king · f8 black bishop · g8 black knight · h8 black rook · a7 black pawn · b7 black pawn · c7 black pawn · d7 black pawn · e7 black pawn · f7 black pawn · g7 black pawn · h7 black pawn · a2 white pawn · b2 white pawn · c2 white pawn · d2 white pawn · e2 white pawn · f2 white pawn · g2 white pawn · h2 white pawn · a1 white rook · b1 white knight · c1 white bishop · d1 white queen · e1 white king · f1 white bishop · g1 white knight · h1 white rook | a8 black rook · b8 black knight · c8 black bishop · d8 black queen · e8 black king · f8 black bishop · g8 black knight · h8 black rook · a7 black pawn · b7 black pawn · c7 black pawn · d7 black pawn · e7 black pawn · f7 black pawn · g7 black pawn · h7 black pawn · a2 white pawn · b2 white pawn · c2 white pawn · d2 white pawn · e2 white pawn · f2 white pawn · g2 white pawn · h2 white pawn · a1 white rook · b1 white knight · c1 white bishop · d1 white queen · e1 white king · f1 white bishop · g1 white knight · h1 white rook | a8 black rook · b8 black knight · c8 black bishop · d8 black queen · e8 black king · f8 black bishop · g8 black knight · h8 black rook · a7 black pawn · b7 black pawn · c7 black pawn · d7 black pawn · e7 black pawn · f7 black pawn · g7 black pawn · h7 black pawn · a2 white pawn · b2 white pawn · c2 white pawn · d2 white pawn · e2 white pawn · f2 white pawn · g2 white pawn · h2 white pawn · a1 white rook · b1 white knight · c1 white bishop · d1 white queen · e1 white king · f1 white bishop · g1 white knight · h1 white rook | a8 black rook · b8 black knight · c8 black bishop · d8 black queen · e8 black king · f8 black bishop · g8 black knight · h8 black rook · a7 black pawn · b7 black pawn · c7 black pawn · d7 black pawn · e7 black pawn · f7 black pawn · g7 black pawn · h7 black pawn · a2 white pawn · b2 white pawn · c2 white pawn · d2 white pawn · e2 white pawn · f2 white pawn · g2 white pawn · h2 white pawn · a1 white rook · b1 white knight · c1 white bishop · d1 white queen · e1 white king · f1 white bishop · g1 white knight · h1 white rook | a8 black rook · b8 black knight · c8 black bishop · d8 black queen · e8 black king · f8 black bishop · g8 black knight · h8 black rook · a7 black pawn · b7 black pawn · c7 black pawn · d7 black pawn · e7 black pawn · f7 black pawn · g7 black pawn · h7 black pawn · a2 white pawn · b2 white pawn · c2 white pawn · d2 white pawn · e2 white pawn · f2 white pawn · g2 white pawn · h2 white pawn · a1 white rook · b1 white knight · c1 white bishop · d1 white queen · e1 white king · f1 white bishop · g1 white knight · h1 white rook | 1 |
|   | a | b | c | d | e | f | g | h |   |

Regulile oficiale ale jocului sunt întreținute de Federația Internațională de Șah sau FIDE. Jocul se desfășoară pe tabla de șah. Aceasta are o formă pătrată și este împărțită în 8 linii și 8 coloane ce formează 64 de pătrate cu suprafețe egale, numite câmpuri colorate alternativ în alb și negru. La început fiecare jucător are 16 piese: 8 pioni, 2 turnuri (ture), 2 cai, 2 nebuni, un rege și o damă (regină). Unul dintre jucători joacă cu piesele albe iar celălalt cu piesele negre. Jucătorii mută pe rând, respectând anumite reguli; prima mutare (începutul partidei) revine jucătorului cu piese albe. Scopul jocului este obținerea matului. Acesta survine atunci când un rege este atacat și nu poate evita capturarea.
| Piesa   | Rege                    | Damă | Turn | Nebun | Cal | Pion |
| ------- | ----------------------- | ---- | ---- | ----- | --- | ---- |
| Număr   | 1                       | 1    | 2    | 2     | 2   | 8    |
| Valoare | {\displaystyle \infty } | 9    | 5    | 3     | 3   | 1    |
| Simbol  |                         |      |      |       |     |      |

În șah, figură (sau piesă majoră) reprezintă orice piesă cu excepția pionului. Piesele majore se împart în două grupe: piese grele (turnul și dama) și piese ușoare (nebunul și calul). Pentru analiza cantitativă a unei poziții, există o convenție care atribuie fiecărei piese câte un punctaj. Astfel dama primește 7-12 puncte, fiecare turn câte 4-6, fiecare nebun câte 3-4, fiecare cal câte 3-4 și fiecare pion câte 1.

### Mutări
Fiecare piesă de șah are propriul mod de a fi mutată. Căsuțele marcate în diagramele de mai jos cu X reprezintă mișcările posibile ale piesei prezentate, doar dacă între poziția inițială și cea finală nu există alte piese (inclusiv piese proprii); calul nu este restricționat de această cerință - de altfel, pentru acesta pozițiile inițială și finală nu sunt de-a lungul unei direcții specifice. Dacă o piesă a adversarului se găsește pe poziția finală a mutării, atunci acea piesa este capturată. Singura excepție o face pionul care poate captura numai deplasându-se pe diagonală, în față.
|       |       |       |       |       |       |       |       |       |  |
|       | a8 __ | b8 __ | c8 __ | d8 __ | e8 __ | f8 __ | g8 __ | h8 __ |  |
| a7 __ | b7 __ | c7 __ | d7 __ | e7 __ | f7 __ | g7 __ | h7 __ |       |  |
| a6 __ | b6 __ | c6 __ | d6 __ | e6 xx | f6 xx | g6 xx | h6 __ |       |  |
| a5 __ | b5 __ | c5 __ | d5 __ | e5 xx | f5 kl | g5 xx | h5 __ |       |  |
| a4 __ | b4 __ | c4 __ | d4 __ | e4 xx | f4 xx | g4 xx | h4 __ |       |  |
| a3 __ | b3 __ | c3 __ | d3 __ | e3 __ | f3 __ | g3 __ | h3 __ |       |  |
| a2 __ | b2 __ | c2 __ | d2 __ | e2 __ | f2 __ | g2 __ | h2 __ |       |  |
| a1 __ | b1 __ | c1 __ | d1 __ | e1 __ | f1 __ | g1 __ | h1 __ |       |  |
|       |       |       |       |       |       |       |       |       |  |

|       |       |       |       |       |       |       |       |       |  |
|       | a8 __ | b8 __ | c8 __ | d8 xx | e8 __ | f8 __ | g8 __ | h8 __ |  |
| a7 __ | b7 __ | c7 __ | d7 xx | e7 __ | f7 __ | g7 __ | h7 __ |       |  |
| a6 __ | b6 __ | c6 __ | d6 xx | e6 __ | f6 __ | g6 __ | h6 __ |       |  |
| a5 xx | b5 xx | c5 xx | d5 rd | e5 xx | f5 xx | g5 xx | h5 xx |       |  |
| a4 __ | b4 __ | c4 __ | d4 xx | e4 __ | f4 __ | g4 __ | h4 __ |       |  |
| a3 __ | b3 __ | c3 __ | d3 xx | e3 __ | f3 __ | g3 __ | h3 __ |       |  |
| a2 __ | b2 __ | c2 __ | d2 xx | e2 __ | f2 __ | g2 __ | h2 __ |       |  |
| a1 __ | b1 __ | c1 __ | d1 xx | e1 __ | f1 __ | g1 __ | h1 __ |       |  |
|       |       |       |       |       |       |       |       |       |  |

|       |       |       |       |       |       |       |       |       |  |
|       | a8 xx | b8 __ | c8 __ | d8 __ | e8 __ | f8 __ | g8 xx | h8 __ |  |
| a7 __ | b7 xx | c7 __ | d7 __ | e7 __ | f7 xx | g7 __ | h7 __ |       |  |
| a6 __ | b6 __ | c6 xx | d6 __ | e6 xx | f6 __ | g6 __ | h6 __ |       |  |
| a5 __ | b5 __ | c5 __ | d5 bl | e5 __ | f5 __ | g5 __ | h5 __ |       |  |
| a4 __ | b4 __ | c4 xx | d4 __ | e4 xx | f4 __ | g4 __ | h4 __ |       |  |
| a3 __ | b3 xx | c3 __ | d3 __ | e3 __ | f3 xx | g3 __ | h3 __ |       |  |
| a2 xx | b2 __ | c2 __ | d2 __ | e2 __ | f2 __ | g2 xx | h2 __ |       |  |
| a1 __ | b1 __ | c1 __ | d1 __ | e1 __ | f1 __ | g1 __ | h1 xx |       |  |
|       |       |       |       |       |       |       |       |       |  |

|       |       |       |       |       |       |       |       |       |  |
|       | a8 __ | b8 __ | c8 __ | d8 xx | e8 __ | f8 __ | g8 __ | h8 xx |  |
| a7 xx | b7 __ | c7 __ | d7 xx | e7 __ | f7 __ | g7 xx | h7 __ |       |  |
| a6 __ | b6 xx | c6 __ | d6 xx | e6 __ | f6 xx | g6 __ | h6 __ |       |  |
| a5 __ | b5 __ | c5 xx | d5 xx | e5 xx | f5 __ | g5 __ | h5 __ |       |  |
| a4 xx | b4 xx | c4 xx | d4 qd | e4 xx | f4 xx | g4 xx | h4 xx |       |  |
| a3 __ | b3 __ | c3 xx | d3 xx | e3 xx | f3 __ | g3 __ | h3 __ |       |  |
| a2 __ | b2 xx | c2 __ | d2 xx | e2 __ | f2 xx | g2 __ | h2 __ |       |  |
| a1 xx | b1 __ | c1 __ | d1 xx | e1 __ | f1 __ | g1 xx | h1 __ |       |  |
|       |       |       |       |       |       |       |       |       |  |

|       |       |       |       |       |       |       |       |       |  |
|       | a8 __ | b8 __ | c8 __ | d8 __ | e8 __ | f8 __ | g8 __ | h8 __ |  |
| a7 __ | b7 __ | c7 __ | d7 __ | e7 __ | f7 __ | g7 __ | h7 __ |       |  |
| a6 __ | b6 __ | c6 xx | d6 __ | e6 xx | f6 __ | g6 __ | h6 __ |       |  |
| a5 __ | b5 xx | c5 __ | d5 __ | e5 __ | f5 xx | g5 __ | h5 __ |       |  |
| a4 __ | b4 __ | c4 __ | d4 nd | e4 __ | f4 __ | g4 __ | h4 __ |       |  |
| a3 __ | b3 xx | c3 __ | d3 __ | e3 __ | f3 xx | g3 __ | h3 __ |       |  |
| a2 __ | b2 __ | c2 xx | d2 __ | e2 xx | f2 __ | g2 __ | h2 __ |       |  |
| a1 __ | b1 __ | c1 __ | d1 __ | e1 __ | f1 __ | g1 __ | h1 __ |       |  |
|       |       |       |       |       |       |       |       |       |  |

|       |       |       |       |       |       |       |       |       |  |
|       | a8 __ | b8 __ | c8 __ | d8 oo | e8 xx | f8 oo | g8 __ | h8 __ |  |
| a7 __ | b7 __ | c7 __ | d7 __ | e7 pl | f7 __ | g7 __ | h7 __ |       |  |
| a6 __ | b6 __ | c6 __ | d6 __ | e6 __ | f6 __ | g6 __ | h6 __ |       |  |
| a5 oo | b5 xx | c5 oo | d5 __ | e5 __ | f5 __ | g5 __ | h5 __ |       |  |
| a4 __ | b4 pl | c4 __ | d4 __ | e4 __ | f4 xx | g4 __ | h4 __ |       |  |
| a3 __ | b3 __ | c3 __ | d3 __ | e3 oo | f3 xx | g3 oo | h3 __ |       |  |
| a2 __ | b2 __ | c2 __ | d2 __ | e2 __ | f2 pl | g2 __ | h2 __ |       |  |
| a1 __ | b1 __ | c1 __ | d1 __ | e1 __ | f1 __ | g1 __ | h1 __ |       |  |
|       |       |       |       |       |       |       |       |       |  |

#### Mutări speciale

##### Rocada
|       |       |       |       |       |       |       |       |       |  |
|       | a8 __ | b8 __ | c8 __ | d8 __ | e8 __ | f8 __ | g8 __ | h8 __ |  |
| a7 __ | b7 __ | c7 __ | d7 __ | e7 __ | f7 __ | g7 __ | h7 __ |       |  |
| a6 __ | b6 __ | c6 __ | d6 __ | e6 __ | f6 __ | g6 __ | h6 __ |       |  |
| a5 __ | b5 __ | c5 __ | d5 __ | e5 __ | f5 __ | g5 __ | h5 __ |       |  |
| a4 __ | b4 __ | c4 __ | d4 __ | e4 __ | f4 __ | g4 __ | h4 __ |       |  |
| a3 __ | b3 __ | c3 __ | d3 __ | e3 __ | f3 __ | g3 __ | h3 __ |       |  |
| a2 __ | b2 __ | c2 __ | d2 __ | e2 __ | f2 __ | g2 __ | h2 __ |       |  |
| a1 __ | b1 __ | c1 __ | d1 __ | e1 kl | f1 oo | g1 xx | h1 rl |       |  |
|       |       |       |       |       |       |       |       |       |  |

|       |       |       |       |       |       |       |       |       |  |
|       | a8 __ | b8 __ | c8 __ | d8 __ | e8 __ | f8 __ | g8 __ | h8 __ |  |
| a7 __ | b7 __ | c7 __ | d7 __ | e7 __ | f7 __ | g7 __ | h7 __ |       |  |
| a6 __ | b6 __ | c6 __ | d6 __ | e6 __ | f6 __ | g6 __ | h6 __ |       |  |
| a5 __ | b5 __ | c5 __ | d5 __ | e5 __ | f5 __ | g5 __ | h5 __ |       |  |
| a4 __ | b4 __ | c4 __ | d4 __ | e4 __ | f4 __ | g4 __ | h4 __ |       |  |
| a3 __ | b3 __ | c3 __ | d3 __ | e3 __ | f3 __ | g3 __ | h3 __ |       |  |
| a2 __ | b2 __ | c2 __ | d2 __ | e2 __ | f2 __ | g2 __ | h2 __ |       |  |
| a1 rl | b1 __ | c1 xx | d1 oo | e1 kl | f1 __ | g1 __ | h1 __ |       |  |
|       |       |       |       |       |       |       |       |       |  |

O singură dată în decursul unei partide, fiecărui rege i se permite o mutare specială numită rocadă. Rocada constă în mutarea regelui două câmpuri spre turn, apoi mutarea turnului pe partea opusă regelui. Rocada poate fi mică, când mutarea se face cu turnul mai apropiat de rege, sau mare când mutarea este făcută cu turnul mai îndepărtat. Această mutare specială este permisă doar când se îndeplinesc anumite condiții:
- Niciuna din piesele implicate nu au fost mutate în prealabil;
- Nu trebuie să existe nici o altă piesă între cele două;
- Regele nu trebuie să fie în șah și nici să treacă peste câmpuri atacate de adversar. Ca în orice altă mutare, după rocadă regele nu are voie să intre în șah pe câmpul în care ajunge.

##### En passant
|       |       |       |       |       |       |       |       |       |  |
|       | a8 __ | b8 __ | c8 __ | d8 __ | e8 __ | f8 __ | g8 __ | h8 __ |  |
| a7 __ | b7 __ | c7 pd | d7 __ | e7 __ | f7 __ | g7 __ | h7 __ |       |  |
| a6 __ | b6 __ | c6 oo | d6 __ | e6 __ | f6 __ | g6 __ | h6 __ |       |  |
| a5 __ | b5 pl | c5 xx | d5 __ | e5 __ | f5 __ | g5 __ | h5 __ |       |  |
| a4 __ | b4 __ | c4 __ | d4 __ | e4 __ | f4 __ | g4 __ | h4 __ |       |  |
| a3 __ | b3 __ | c3 __ | d3 __ | e3 __ | f3 __ | g3 __ | h3 __ |       |  |
| a2 __ | b2 __ | c2 __ | d2 __ | e2 __ | f2 __ | g2 __ | h2 __ |       |  |
| a1 __ | b1 __ | c1 __ | d1 __ | e1 __ | f1 __ | g1 __ | h1 __ |       |  |
|       |       |       |       |       |       |       |       |       |  |

En passant (în trecere) este mișcarea specială în care un pion este capturat de un alt pion oponent, imediat după ce primul s-a deplasat două câmpuri din poziția de start (până în dreptul pionului oponent) și care ar fi putut să fie capturat dacă s-ar fi deplasat doar un câmp. Poziția rezultată după această mutare este similară cu poziția mutării și capturii normale a pionului. Mutarea en passant trebuie făcută imediat după mutarea pionului, în caz contrar se pierde dreptul de a o mai face.

##### Promovarea
Promovarea se realizează în momentul în care un pion avansează până la ultima linie accesibilă lui (a opta pentru alb, prima pentru negru). În acea poziție, jucătorul are obligația de a schimba imediat pionul cu o piesă la alegere dintre damă, turn, cal sau nebun de aceeași culoare. În majoritatea cazurilor pionul este promovat în damă, dar întrucât mutările calului nu pot fi efectuate de damă, promovarea în cal este folositoare în anumite situații, mai ales când se obține șah sau o furcă.

## Vechi început indian
Începutul indian vechi este printre așa-numitele debutează cu o schimbare de culoare și este o schemă de dezvoltare pentru albi, în care folosesc construcția care caracterizează apărarea vechii indieni pentru negri.

## Competiții de șah
Tradiția competițiilor organizate de șah a început în secolul al 19-lea. Astăzi șahul este un sport recunoscut de Comitetul Internațional Olimpic.

### Lista campionilor mondiali

#### „Neoficiali”, dar larg acceptați și recunoscuți
| - Legall de Kermeur (1730–1747) - François-André Danican Philidor (1747–1795) - Alexandre Deschapelles (1800–1820) - Louis de la Bourdonnais (1821–1840) - Howard Staunton (1843–1851) | - Adolf Anderssen (1851–1858) - Paul Morphy (1858–1862) - Adolf Anderssen (1862–1866) - Wilhelm Steinitz (1866–1886) |

#### Declarați oficial campioni
| - Wilhelm Steinitz (1886–1894) - Emanuel Lasker (1894–1921) - José Raúl Capablanca (1921–1927) - Aleksandr Alehin (1927–1935) - Max Euwe (1935–1937) - Aleksandr Alehin (1937–1946) - Mihail Botvinnik (1948–1957) - Vasili Smîslov (1957–1958) | - Mihail Botvinnik (1958–1960) - Mihail Tal (1960–1961) - Mihail Botvinnik (1961–1963) - Tigran Petrosian (1963–1969) - Boris Spasski (1969–1972) - Robert Fischer (1972–1975) - Anatoly Karpov (1975–1985) - Gari Kasparov (1985–1993) |

#### Campionii mondiali în versiunea FIDE (1993-2006)
| - Anatoli Karpov (1993-1999) - Alexander Khalifman (1999-2000) - Vishwanathan Anand (2000-2002) | - Ruslan Ponomariov (2002-2004) - Rustam Kasimdzhanov (2004-2005) - Veselin Topalov (2005-2006) |

#### Campionii mondiali în versiunea clasică
- Gari Kasparov (1993-2000)
- Vladimir Kramnik (2000-2006)

#### Campionii mondiali în versiunea unificată
- Vladimir Kramnik (2006-2007)
- Viswanathan Anand (2007-2013)
- Magnus Carlsen (2013-2023)
- Ding Liren (2023-prezent)[20]

### Grade șahiste
Jucătorii de șah pot avea diferite grade șahiste. Acestea se împart în grade naționale și internaționale. 
| Titlurile naționale sunt: - nelegitimați (FC) - neclasificați (NC) - Categoria a III-a (III) - Categoria a II-a (II) - Categoria I (I) - Candidat de Maestru (CM) - Maestru (M) | Gradele internaționale sunt: - Maestru FIDE (FM) - Maestru internațional (MI) - Mare maestru [internațional] (MM, MMI) |

### Literatură generală
- José Raúl Capablanca: Grundzüge der Schachstrategie. Beyer-Verlag, Hollfeld 72002, ISBN 3-88805-292-0.
- Jean Dufresne, Jacques Mieses: Lehrbuch des Schachspiels. Bearb. von Rudolf Teschner. Reclam, Stuttgart 312004, ISBN 3-15-021407-6.
- Max Euwe: Schach von A – Z. Vollständige Anleitung zum Schachspiel. Beyer-Verlag, Hollfeld 41994, ISBN 3-88805-181-9.
- Werner Lauterbach: Das unsterbliche Spiel. Einführung in die Schachkunst. De Gruyter, Berlin 51987, ISBN 3-11-010918-2.
- Aaron Nimzowitsch: Mein System. Verlag das Schacharchiv, 2006, ISBN 3-88086-117-X.
- Joachim Petzold: Das königliche Spiel. Die Kulturgeschichte des Schach. Kohlhammer, Stuttgart 1987, ISBN 3-17-009405-X.
- Helmut Pfleger, Eugen Kurz, Gerd Treppner: Schach Zug um Zug. Bauerndiplom. Turmdiplom. Königsdiplom. Orbis, München 2003, ISBN 3-572-01414-X.
- Wolfram Runkel: Schach. Geschichte und Geschichten. Wunderlich, Reinbek 1995, ISBN 3-8052-0578-3.
- Siegbert Tarrasch: Das Schachspiel. Systematisches Lehrbuch für Anfänger und Geübte. Edition Olms, Zürich 1995, ISBN 3-283-00253-3.

### Dicționare
- Otto Borik, Joachim Petzold (Ed.): Meyers Schachlexikon. Meyers Lexikonverlag, Mannheim 1993, ISBN 3-411-08811-7.
- David Hooper, Ken Whyld: The Oxford Companion to Chess. University Press, Oxford 1992, ISBN 0-19-866164-9.
- Isaak și Wladimir Linder: Schach, das Lexikon. Sportverlag, Berlin 1996, ISBN 3-328-00665-6.
- Klaus Lindörfer: Großes Schach-Lexikon. Geschichte, Theorie und Spielpraxis von A-Z. Orbis, München 1991, ISBN 3-572-02734-9.